# Let Me Rock You
Let Me Rock You è il terzo album solista di Peter Criss, pubblicato nel 1982 per l'etichetta discografica Casablanca Records. L'album non è mai stato pubblicato negli Stati Uniti fino al 1998 ed è stato prodotto da Vini Poncia, che aveva già prodotto il primo album solista dell'ex batterista dei Kiss.

## Tracce
1. Let It Go (Tommy Faragher, Davey Faragher, Brie Howard) – 4:05
2. Tears (Vinnie Vincent, Adam Mitchell) – 3:36
3. Move on Over (Peter Criss, Vini Poncia) – 3:48
4. Jealous Guy (John Lennon) – 3:58
5. Destiny (Charlie Midnight, Cash Monet, Jeff Schoen) – 4:11
6. Some Kinda' Hurricane (Russ Ballard) – 4:04
7. Let Me Rock You (Ballard) – 3:37
8. First Day in the Rain (Steve Stevens) – 3:32
9. Feel Like Heaven (Gene Simmons) – 3:43
10. Bad Boys (Criss, Jim Roberge) – 3:28

## Formazione
- Peter Criss – voce principale, batteria
- Michael Landau – chitarra
- Steve Stevens – chitarra
- Steve Lukather – chitarra
- Caleb Quaye – chitarra
- Bob Messano – chitarra, voce secondaria
- Phil Grande – chitarra
- John "Cooker" Lo Presti – basso
- Davey Faragher – basso
- Michael Braun – percussioni
- Dennis Conway – percussioni
- James Newton Howard – tastiere
- Jai Winding – tastiere
- Jim Roberge – tastiere
- Ed Walsh – tastiere
- Vini Poncia – voce secondaria
- Rory Dodd – voce secondaria
- Eric Troyer – voce secondaria
- Mark Kreider – voce secondaria
- Suzanne Fellini – voce secondaria